# Вулиця Бажана (Львів)
Ву́лиця Бажана́ — вулиця у Шевченківському районі м. Львова, місцевість Рясне. Сполучає вулиці Прилбицьку та Дубровицьку. Прилучаються вулиці Остапа Вересая, Смолича і Тараса Трясила.

## Історія
До 1980-х років вулиця існувала у складі селища Рясне під назвою вулиця Здоров'я. З включенням селища до складу Львова отримала у 1988 році сучасну назву на честь українського радянського поета Миколи Бажана.